# Jakub Jarecki
Jakub Rufus Merlan-Jarecki (ur. 15 września 1995 w Kolonii) – polski piłkarz, występujący na pozycji pomocnika w niemieckim klubie FC Karbach.

## Statystyki kariery[a]
| Sezon   | Klub                              | Kraj       | Rozgrywki                                       | Mecze | Gole |
| ------- | --------------------------------- | ---------- | ----------------------------------------------- | ----- | ---- |
| 2014/15 | FC Viktoria Köln                  | Niemcy     | Regionalliga West                               | 1     | 0    |
| 2015/16 | Sportfreunde Siegen               | Niemcy     | Oberliga Westfalen                              | 31    | 1    |
| 2016/17 | Sportfreunde Siegen SC Hauenstein | Niemcy     | Regionalliga West Oberliga Rheinland-Pfalz/Saar | 12 12 | 1 2  |
| 2017/18 | FSV Salmrohr                      | Niemcy     | Oberliga Rheinland-Pfalz/Saar                   | 33    | 12   |
| 2018/19 | Etzella Ettelbruck                | Luksemburg | BGL Ligue                                       | 23    | 3    |
| 2019/20 | FSV Salmrohr                      | Niemcy     | Oberliga Rheinland-Pfalz/Saar                   | 21    | 12   |
| 2020/21 | FC Berdenia Berbourg              | Luksemburg | Éierepromotioun                                 | 5     | 2    |

## Życie prywatne
Jakub Jarecki jest synem piłkarza Jacka Jareckiego.